# Arius jella
Arius jella är en fiskart som beskrevs av Day, 1877. Arius jella ingår i släktet Arius och familjen Ariidae. Inga underarter finns listade i Catalogue of Life.